# Philips Wouwerman
Philips Wouwerman ou Wouwermans, baptisé le 24 mai 1619, à Haarlem où il est mort le 19 mai 1668, est un peintre et graveur du Siècle d'or néerlandais.
Philips Wouwerman est l’un des artistes les plus polyvalents et les plus prolifiques du Siècle d’or néerlandais. Intégré dans le milieu artistique et la tradition de sa ville natale de Haarlem, Wouwerman a influencé de façon très importante en contribuant au canon de la peinture hollandaise du XVIIe siècle. Ses toiles furent, de son vivant, très recherchées et plus encore au siècle suivant, en particulier dans les cours de Louis XVI et de Charles IV. Partout en Europe, des collections princières d’art ancien comme celle de Dresde, du Prado, de Thyssen-Bornemisza ou de Saint-Pétersbourg témoignent encore de cette admiration générale envers l’art de Wouwerman.

## Biographie
Né à Haarlem, il eut pour principal maître son père Pouwels Joostsz, peintre d’histoire mort en 1642 et dont aucune œuvre ne subsiste. Il est aussi l'élève de Frans Hals, selon Cornelis de Bie, même si son style particulier n’a pas laissé d’empreinte sur son œuvre. Admis dans la guilde de Saint-Luc en 1640, il ne quitta jamais Haarlem — exception faite d’un court séjour à Hambourg en 1630 —, où il accomplit la totalité de sa carrière artistique. Il ne bénéficie cependant pas d'une reconnaissance à la hauteur de son talent. Il a occupé plusieurs postes officiels dans les années suivant son intégration à la guilde, et semble également avoir travaillé comme agent immobilier, comme le mentionnent de nombreux documents dans les archives d’Haarlem. Il a épousé très jeune Anna Pietersz van Broeckhoff, avec qui il a eu dix enfants. Il habitait rue Bakenessergracht dans une maison où habitaient également les peintres Cornelis Gerritsz Decker et Hendrik de Meijer. Les sept de ses enfants qui ont survécu ont reçu, après la mort de leur mère en 1670, un important héritage.
Il a commencé sa carrière artistique avec des représentations simples de la vie quotidienne dans la tradition du Bamboche qu’il finit par surpasser. Ses peintures du milieu des années 1640 comportent souvent une pente de terre en diagonale, un arbre qui fonctionne comme repoussoir, et des figures accompagnées de chevaux. Au cours des trente années suivantes, il a développé un style individuel, traitant un large éventail de sujets allant de la peinture de genre et du paysage aux scènes militaires et religieuses (scènes équestres, de chasse au faucon, paysages avec voyageurs, assauts de cavalerie et campements militaires, marchés aux chevaux, festivités paysannes, etc.). Il est remarqué pour son habileté dans la représentation des chevaux de toutes races en mouvement. L’historien d’art Frederik J. Duparc a dit de Wouwerman qu’il est « sans doute le peintre de chevaux hollandais du XVIIe siècle le plus accompli et le plus réussi ». Les chefs-d’œuvre de sa meilleure période (autour de 1650 à 1660) sont indiscutablement de grande qualité, combinant magnifiquement paysages méridionaux imaginaires et atmosphère typiquement hollandaise. Les tableaux de Wouwerman se caractérisent par des couleurs douces, une ambiance froide et une richesse de détails anecdotiques, pleins d’esprit.
Wouwerman fait partie de la longue liste des petits maîtres hollandais et flamands qui, au XVIIe siècle, se sont produits en masse sur le marché ouvert, généralement dans de petits formats sans complexité thématique. Contrairement à Rembrandt, Frans Hals et Rubens, qui avaient pour habitude de travailler sur commande, les petits maîtres comme Wouwerman vendaient leurs œuvres à des marchés par des intermédiaires, qui se spécialisaient dans un genre afin de se faire une réputation et une demande de la clientèle, en général bourgeoise. Il a eu pour élèves Johannes van der Bent, Hendrick Berckman, Eduard Dubois (d), Nicolaes Ficke (d), Barent Gael (en), Anthony de Haen (d), Emanuel Murant (en), Matthias Scheits (en), Koort Witholt (en) et ses jeunes frères Jan (en) et Pieter et de nombreux adeptes, dont Henry Andrews, Joseph Bidauld, Michel Duplessis (d), Eustache François Duval (d), Carel van Falens (en), Christian David Gebauer (en), Barent Kalraet (en), Wilhelm von Kobell, Leendert van der Cooghen (en), Herman van Lin (es), Francesco Antonio Mayerle (it), August Querfurt, Pierre-Louis de La Rive.
Parmi les graveurs qui reproduisent son œuvre, on compte Jean Moyreau (1690-1762) et Andrew Lawrence (André Laurent).

## Production
Le catalogue raisonné de John Smith (1829/1842) mentionne 800 peintures. En 1908, Cornelis Hofstede de Groot porta ce nombre à 1200. Le catalogue de Birgit Schumacher (2006) n'en retient que 560, estimant que nombre des tableaux auparavant considérés comme authentiques sont de la main d’innombrables disciples et imitateurs par toute l’Europe. Jan (en) et Pieter Wouwerman, les jeunes frères de Philips, ont souvent été considérés comme des proches disciples dont les œuvres semblent avoir été fréquemment attribuées à leur frère Philips. Et en effet, l’œuvre de Pieter (1623-1682) manifeste clairement l’influence de Philips à l’égard de la gamme de sujets, mais en ce qui concerne le style artistique, Pieter avait le sien propre. Jan (1629-1666) était, quant à lui, un peintre paysagiste plutôt autonome. Wouwerman a néanmoins influencé de nombreux artistes, dont Jan van Aken, Simon Mathurin Lantara, Friedrich Gauermann, Francesco Casanova, Jean-Louis Demarne, Adam Frans van der Meulen, Jean Pillement, Philipp Hieronymus Brinckmann (en), Gottfried Libalt (en), Jacobus Koolen (es), Alois Bach (de), Angelo Antonio Cignaroli (d), Johann Georg Pforr (de), Johann Graf (en), Simon Johannes Van Douw (en), Jan Peeter Verdussen (en), Jacques François Joseph Swebach-Desfontaines, Zacharias Blijhooft (en), Barent Kalraet (en), François Bellay.
La première exposition rétrospective de l’œuvre de Philips Wouwerman a eu lieu à Gemäldegalerie Alte Meister de Cassel, et au Cabinet royal de peintures Mauritshuis, 2009-2010.

## Œuvre
- Voyageurs dans la grotte, 1640-1643, huile sur chêne, 28 × 30 cm, Musée national de Varsovie[4]
- Halte de chasseurs et de cavalier, 1645-1655, 36 × 34 cm, Musée du Louvre, Paris[5]
- Sortie de cavalerie depuis un fort sur une colline, 1646, huile sur toile, 139 × 190,5 cm, Londres, National Gallery
- Le Repos du laboureur, vers 1646-1648, huile sur bois, 31 x 36,5 cm, Montpellier, musée Fabre
- Le Débarcadère, avant 1650, huile sur chêne, 41 × 36 cm, Londres, The Wallace Collection[6]
- Scène de campement militaire, vers 1650, huile sur chêne, 38 × 50 cm, Londres, The Wallace Collection[7]
- Le Maréchal ferrant, vers 1650, huile sur chêne, 35 × 31 cm, Londres, The Wallace Collection[8]
- Près de la rivière, vers 1650, huile sur chêne, 42 × 53 cm, Londres, The Wallace Collection[9]
- Paysage aux ramasseurs de bois mort, dit Les petits Sables, 1652, huile sur toile, 66 x 82 cm, Montpellier, musée Fabre
- Ruisseau dans un paysage de collines, fin des années 1650, huile sur toile, 66 × 57 cm, Londres, The Wallace Collection[10]
- Le Départ pour la chasse au faucon, huile sur bois, 46 × 64 cm, Fondation Bemberg, Toulouse[11]
- Le Départ pour la chasse au faucon, Collection Bentinck-Thyssen[12]
- Le Retour à la maison de la fauconnerie, vers 1655, , huile sur toile, 66 × 82 cm, Kassel, Schloss Wilhelmshöhe[13]
- Escarmouche de cavaliers entre Orientaux et Impériaux, 1650-1660, huile sur bois, 34 × 47 cm, Musée du Louvre, Paris[14]
- Le Coup de l'étrier, vers 1655-1660, huile sur bois, 28 x 23 cm, musée Fabre, Montpellier
- Le Marché au chevaux dit Le Rueur, vers 1660, huile sur bois, 42 x 53,5 cm, musée Fabre, Montpellier
- Marche d'armée, 1660, huile sur bois, 34,5 x 47 cm, musée Fabre, Montpellier
- Départ des cavaliers, 1660-1665, huile sur toile, 54 × 66 cm, Musée des Beaux-Arts de Nantes[15]
- Le Marché aux chevaux, fin des années 1660, huile sur acajou, 64 × 88 cm, Londres, The Wallace Collection[16]

Dates non documentées
- Le Relais- Huile sur bois 36 × 42 cm, Fondation Bemberg, Toulouse
- La Halte des cavaliers, huile sur panneau, 43 × 37 cm, Anvers, Musée royal des beaux-arts.
- Attaque d'un convoi, huile sur panneau, 62,7 × 107,5 cm, Vienne, Kunsthistorisches Museum)
- Le Cheval gris, huile sur panneau, 43 × 38 cm, Rijksmuseum, Amsterdam[17]

Attribués
- Une halte, huile sur toile marouflée sur bois, 29 x 36.7 cm, Clermont-Ferrand, Musée d'art Roger-Quilliot.

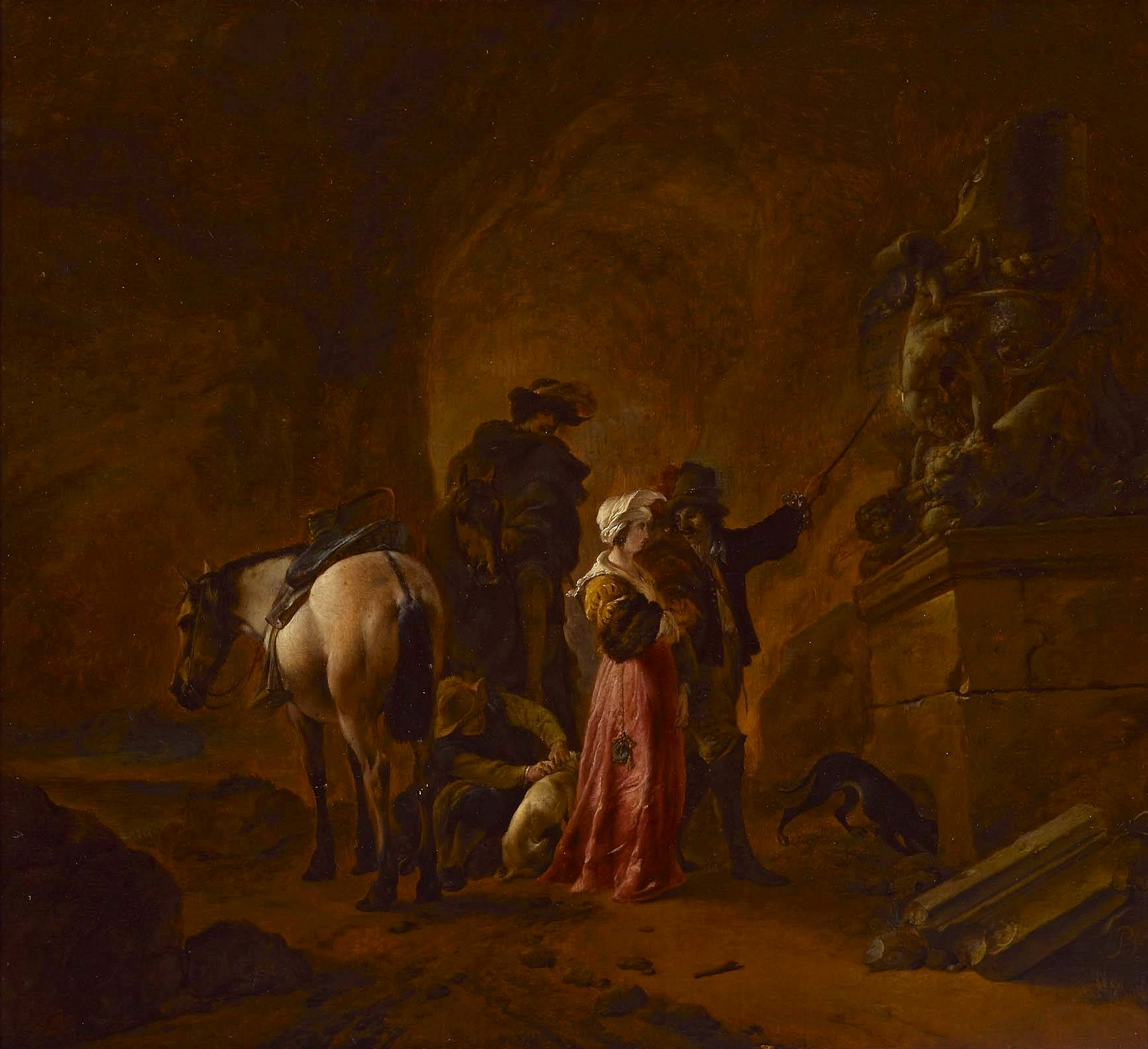
Voyageurs dans la grotte, 1640-1643 Musée national de Varsovie
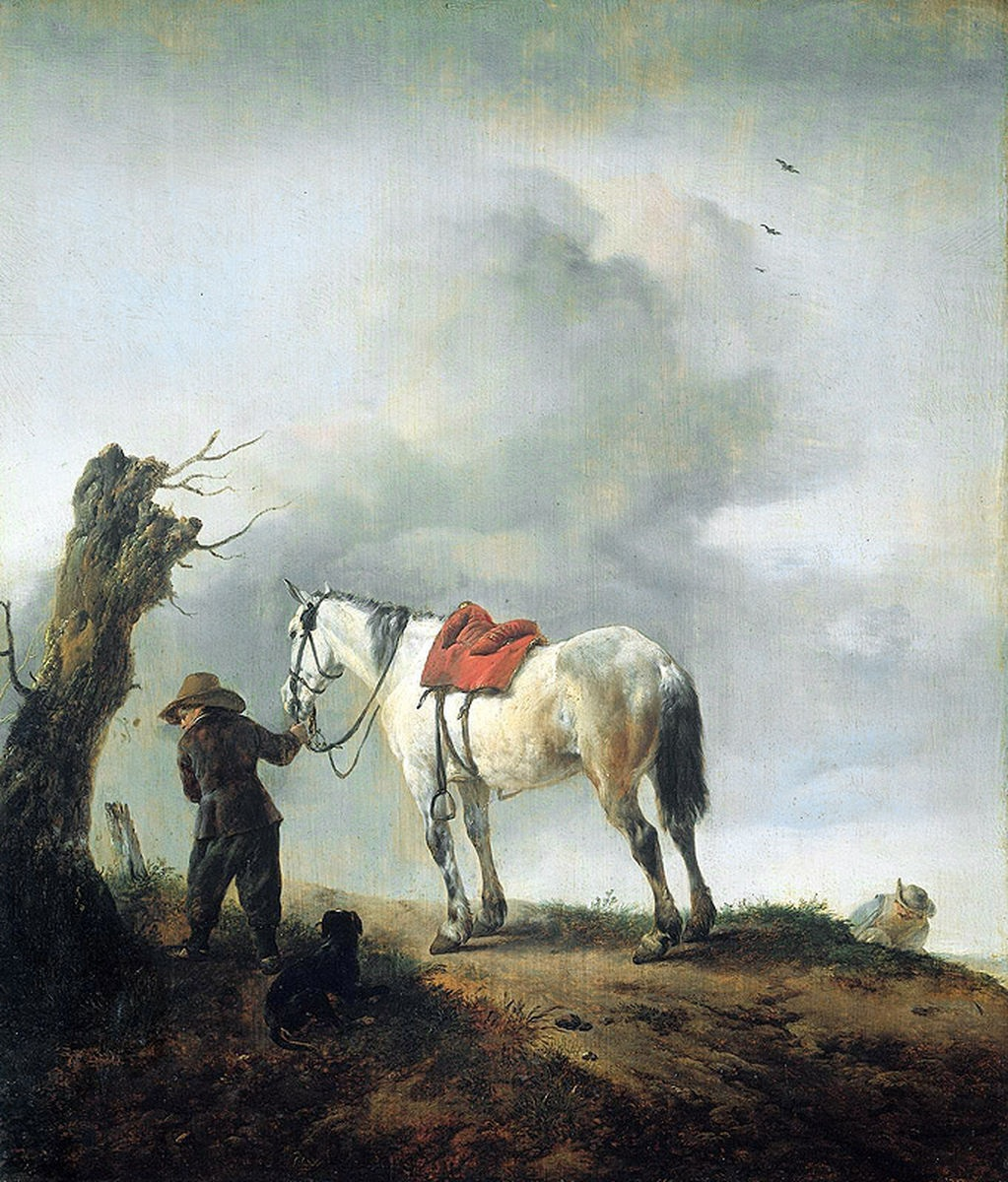
Le Cheval gris Rijksmuseum, Amsterdam
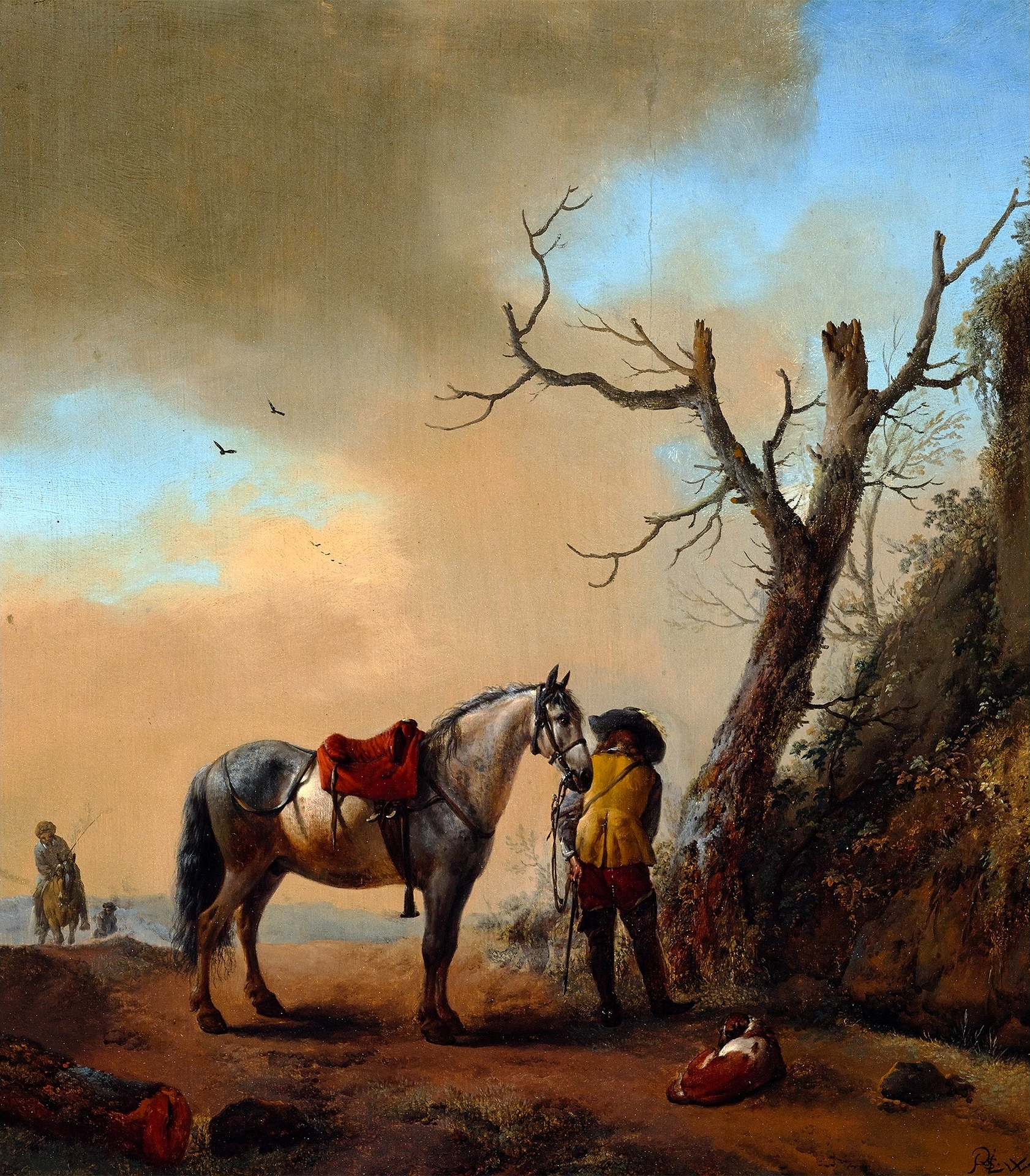
Soldat et son cheval, vers 1647 Château royal de Varsovie
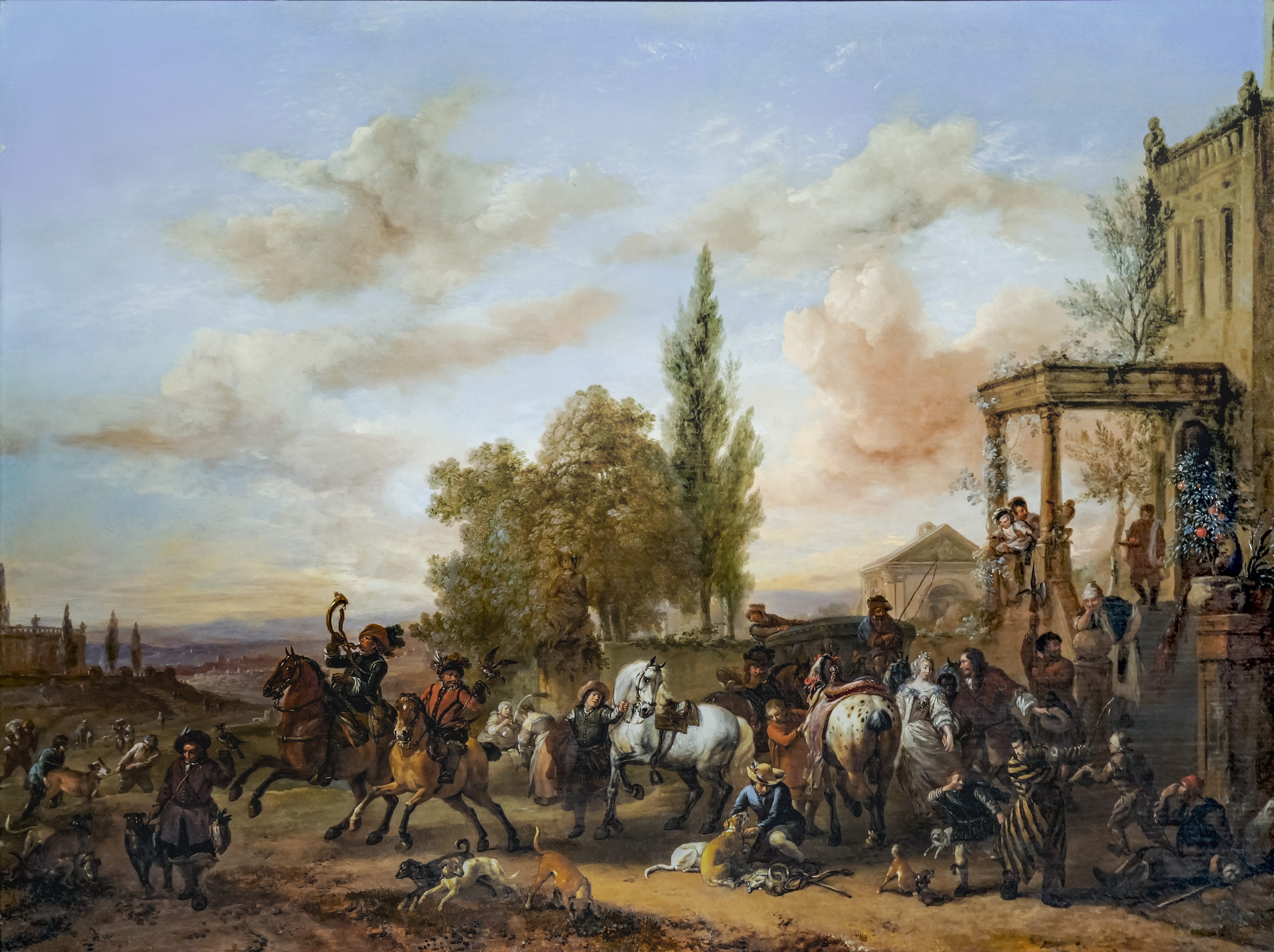
Le Départ pour la chasse au faucon Fondation Bemberg, Toulouse
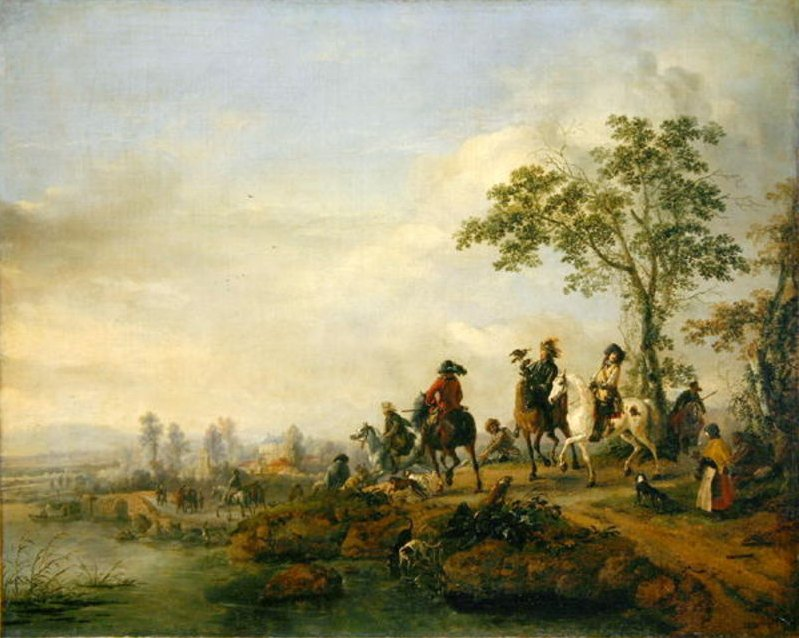
Le Retour de chasse, vers 1655 Kassel, Schloss Wilhelmshöhe
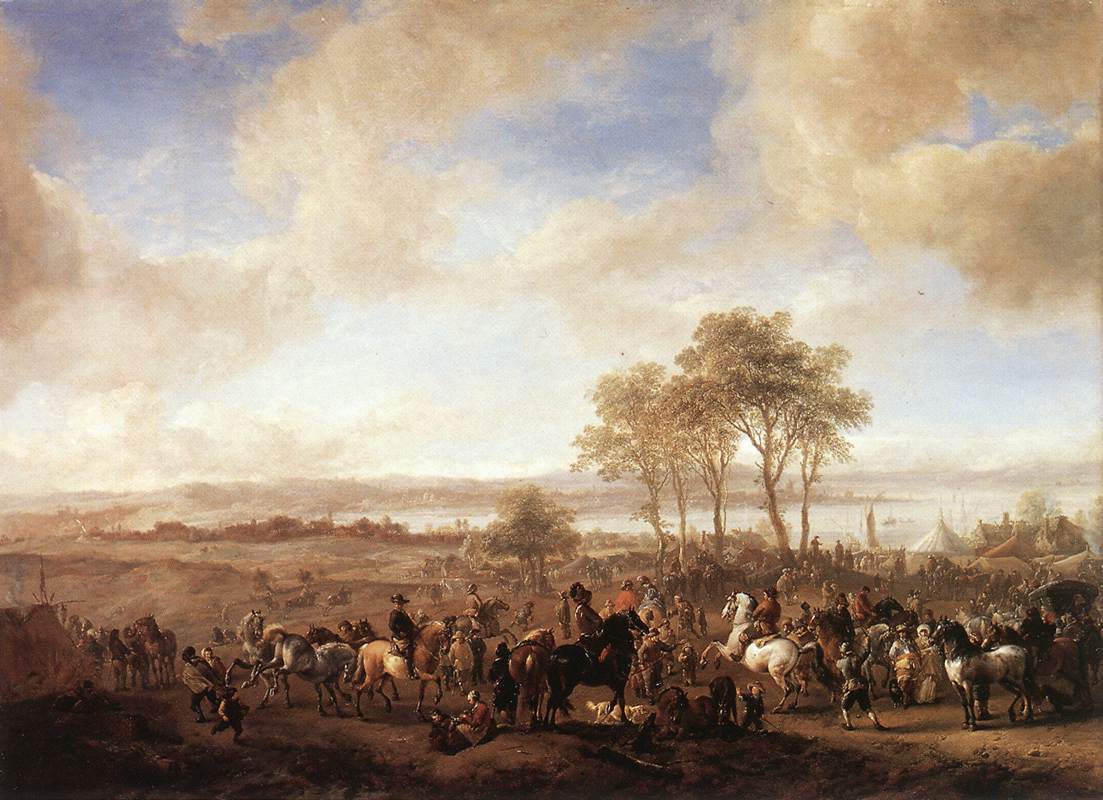
Le Marché aux chevaux, vers 1668 Wallace Collection